# Futebol nos Jogos Olímpicos de Verão de 2012 - Convocações femininas
As listas a seguir se referem às atletas convocadas pelas equipes de seus países para a disputa do torneio de futebol feminino nos Jogos Olímpicos de Verão de 2012, em Londres.
Diferente do torneio masculino, não há restrições de idade no torneio feminino. Cada equipe deverá enviar um time de 18 jogadoras sendo no mínimo duas goleiras. Cada equipe pode também manter uma lista alternativa de 4 jogadoras que poderão substituir qualquer atleta da lista oficial em caso de lesão.

## Grupo E

### Grã-Bretanha[2]
Treinador:  Hope Powell

### Nova Zelândia[3]
Treinador:  Tony Readings

### Camarões[4]
Treinador:  Carl Enow

### Brasil[5]
Treinador:  Jorge Barcellos

## Grupo F

### Japão[6]
Treinador:  Norio Sasaki

### Canadá[7]
Treinador:  John Herdman

### Suécia[8][9][10]
Treinador:  Thomas Dennerby

### África do Sul[11]
Treinador:  Joseph Mkhonza

## Grupo G

### Estados Unidos[12]
Treinador:  Pia Sundhage

### França[13]
Treinador:  Bruno Bini

### Colômbia[14]
Treinador:  Ricardo Rozo

### Coreia do Norte[15]
Treinador:  Sin Ui-Gun